# فن حيواني

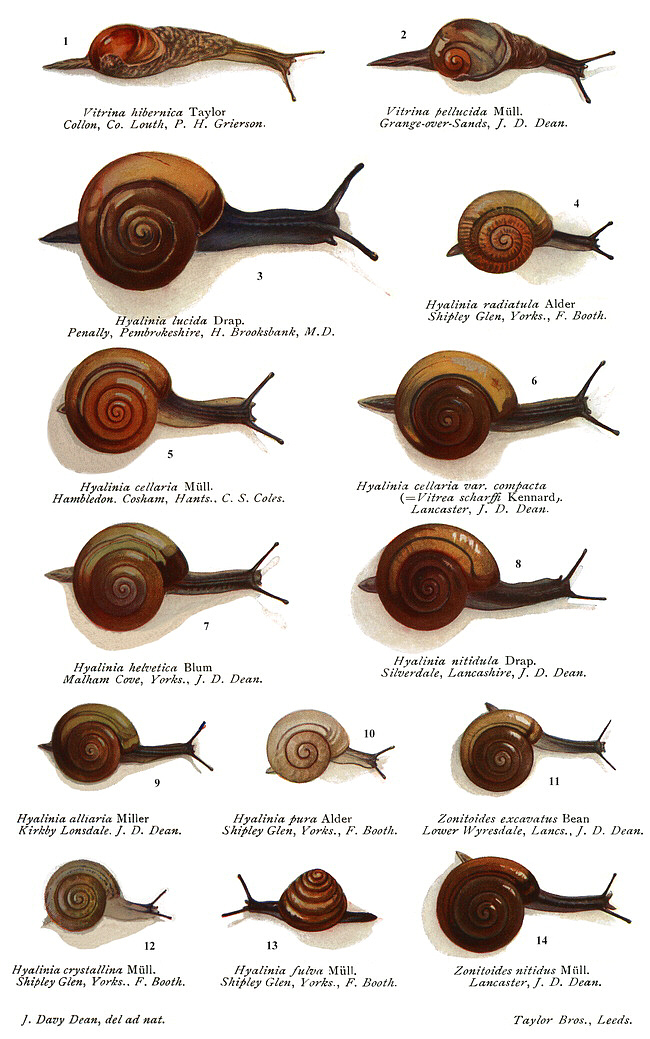
الرسوم التوضيحية الحيوانية من قبل جون ويليام تايلور.

الفن الحيواني هو شكل من أشكال الفن التشكيلي، الزخرفي و / أو الرمزي بشكل أو بآخر، حيث يكون الموضوع الرئيسي هو الحيوانات، أو الحيوانات الأليفة.